# Jean Dypréau
Jean Dypréau (Bruxelles, 1917-1986) est un écrivain, artiste et critique d'art belge, docteur en droit.

## Poèmes et aphorismes
Jean Dypréau avait l'habitude de consigner dans des carnets pensées, aphorismes et calembours. Un recueil, La Lueur des mots, a été publié en 2009 au Taillis Pré.
Le Mal des mots (publié en 1989), extraits :
Préfère la lettre au mot
Je n'écris que pour oublier la littérature
Écrire pour ne pas crier.

## Œuvres partagées
Si Jean Dypréau ne fut pas à proprement parler artiste plasticien, il s'associa à plusieurs reprises à certains de ses amis afin de donner naissance à des peintures et collages.
Il réalise ainsi en 1959 des « peintures partagées » en compagnie de Serge Vandercam et d'Englebert Van Anderlecht, œuvres qu'ils exposèrent Palais des Beaux-Arts de Bruxelles du 24 octobre au 7 novembre 1959.
À une date inconnue, Jean Dypréau réalisa également un « collage partagé » en compagnie de Jo Delahaut (conservé dans les collections de la Verbeke Foundation de Kemzeke).

## Cinéma, documentaires sur l'art
Jean Dypréau réalisa en compagnie de Jean Antoine ou de Lucien Deroisy plusieurs documentaires et films personnels.

## Critique d'art et organisation d'expositions
Jean Dypréau fonde en 1957 avec Serge Vandercam et Jean Verbruggen la revue Plus qui comptera parmi ses collaborateurs Christian Dotremont, Kateb Yacine, Octavio Paz, Armand Gatti, Georges Henein et Juan-Eduardo Cirlot.
On doit par ailleurs à Jean Dypréau de très nombreux articles et préfaces ainsi que l'organisation de plusieurs expositions. Parmi les mouvements artistiques qui retinrent particulièrement son attention figurent le pop art et le nouveau réalisme.